# Le Plafond (film)
Pour les articles homonymes, voir Plafond.
Pour plus de détails, voir Fiche technique et Distribution.
Le Plafond est un court métrage finlandais réalisé par Teppo Airaksinen, sorti en 2017. Il est récompensé en 2017 par une mention spéciale au Festival de Cannes.

## Fiche technique
- Titre original : Katto
- Réalisation : Teppo Airaksinen
- Scénario : Melli Maikkula
- Photographie : Aarne Tapola
- Musique : Ville Anselmi Tanttu
- Montage : Jussi Rautaniemi
- Décors : Antti Nikkinen
- Costumes : Susse Roos
- Pays d'origine :  Finlande
- Langue originale : finnois
- Format : couleur
- Genre : drame
- Durée : 14 minutes

## Distribution
- Inna Bodson : Pipsa
- Juho Milonoff : Olavi
- Pekka Strang : Tuomas